# Bermond Cornut
Pour les articles homonymes, voir Cornut.
Bermond Cornut, mort le 7 avril 1223, est un ecclésiastique provençal qui est successivement chanoine (en 1185), prévôt (en 1202) du  chapitre cathédral de Saint-Sauveur à Aix-en-Provence, évêque de Fréjus, puis archevêque d'Aix-en-Provence.

## Biographie

### Évêque de Fréjus
Bermond Cornut devient évêque de Fréjus après la mort de l'évêque Raymond de Capella qui survient le 7 mars 1206 et prend possession de ce siège avant la fin de l'année.

### Archevêque d'Aix-en-Provence
Bermond Cornut accède au siège archiépiscopal d'Aix-en-Provence au moment même où les légats du pape Innocent III outrepassent les instructions de celui-ci dans leur affrontement avec Raymond VI de Toulouse et ses alliés, et provoquent un retournement du pontife dont l'opinion est habilement travaillée par la diplomatie de Pierre II d'Aragon, du roi de France, Philippe-Auguste, et du comte de Toulouse. Le 18 janvier 1213, le pape ordonne à son légat Arnaud Amaury, archevêque de Narbonne, d'assembler un concile qui sera chargé d'examiner les plaintes du comte de Toulouse, marquis de Provence et comte de Melgueil. Le pape prescrit à Simon de Montfort de restituer aux vassaux du roi d'Aragon les biens dont ils ont été dépouillés et de rendre hommage à ce souverain pour la vicomté de Carcassonne.
Les légats, Arnaud Amaury, Hugues Raimond, évêque de Riez, et le chanoine de Gênes Thédise, et Simon de Montfort ne veulent pas perdre les bénéfices de la croisade et cherchent appui auprès des prélats languedociens qu'ils réunissent à Lavaur dès le 20 janvier 1213, et provençaux qui participent au concile régional d'Orange le 20 février 1213, tandis que Gervais de Chichester entreprend de prêcher à nouveau contre les Cathares. Les résolutions qui émanent de ces assemblées utilisent un vocabulaire terrible.
« Si la perfide ville de Toulouse n'est pas retranchée de l'hydre de l'hérésie dont elle est le membre le plus putride, il est à craindre que le venin du monstre n'infecte de nouveau les lieux circonvoisins déjà purifiés , et que ce que vous avez réédifié par de grands travaux et des dépenses énormes, ne retombe dans un chaos plus profond que celui dont vous venez a peine de le retirer.
Nous vous prions donc en toute humilité , en fléchissant les genoux et en versant des larmes abondantes , qu'imitateur du zèle de Phinéas, vous preniez en main le glaive de la justice, et que cette cité perverse, dont les crimes égalent ceux de Sodome et de Gomorrhe, soit radicalement exterminée avec toutes les ordures et les souillures qui se sont accumulées sous le ventre gonflé de venin de la vipère »
Bermond Cornut fait partie, des évêques qui chargent Hugues Raimond, Thédise, et